# Gerhard Schramm (Diplomat)
Gerhard Schramm (* 5. März 1923 in Zschopau; † 12. Juni 2010) war ein deutscher Diplomat und Außenhandelsfunktionär. Er war Gesandter der DDR in Frankreich und Botschafter in Österreich.

## Leben
Der Sohn eines Arbeiters, von Beruf Lithograph, wurde 1941 zunächst zum Reichsarbeitsdienst und anschließend zum Kriegsdienst in der Wehrmacht einberufen. 1943 geriet er in sowjetische Kriegsgefangenschaft. 
1945 kehrte er auf Seiten der Roten Armee kämpfend nach Deutschland zurück. Schramm wurde Mitglied der SED und besuchte die Deutsche Verwaltungsakademie in Forst Zinna. Zwischen 1959 und 1963 absolvierte er ein Fernstudium an der Hochschule für Ökonomie Berlin, das er als Diplom-Wirtschaftler abschloss.
Von 1946 bis 1948 war er als Mitarbeiter in der Landesverwaltung bzw. Landesregierung Sachsen und  ab 1949 als Mitarbeiter im Außenhandelsapparat der DDR tätig. Von 1956 bis 1959 war er stellvertretender Leiter und von 1962 bis 1965 als Handelsrat Leiter der Vertretung der Kammer für Außenhandel (KfA) der DDR in Brüssel. Zwischenzeitlich war er von 1959 bis 1962 als Abteilungsleiter und 1965/66 als Bereichsdirektor im Ministerium für Außenhandel und Innerdeutschen Handel der DDR tätig. Von 1967 bis 1973 leitete er als Handelsrat bzw. Gesandter die Vertretung der KfA in Paris. Nach Herstellung diplomatischer Beziehungen zwischen der Republik Frankreich und der DDR wurde Schramm im März 1973 als Außerordentlicher Gesandter und Bevollmächtigter Minister zum Geschäftsträger a. i. der DDR in Frankreich ernannt. Von 1974 bis 1976 war er im Rang eines Botschafters stellvertretender Abteilungsleiter Westeuropa im Ministerium für Auswärtige Angelegenheiten der DDR (MfAA) und von März 1976 bis Mai 1983 Botschafter der DDR in Österreich, bis 1982 zusätzlich bei der UNO und anderen internationalen Organisationen in Wien. 1983/1984 war er als wissenschaftlicher Mitarbeiter im MfAA tätig und wirkte als Vizepräsident der Gesellschaft DDR-Italien.

## Auszeichnungen
- Vaterländischer Verdienstorden in Bronze (1970) und in Silber (1973)
- Orden „Stern der Völkerfreundschaft“ in Gold (1983)
- Großes Goldenes Ehrenzeichen am Band für Verdienste um die Republik Österreich (1983)